# Cuora aurocapitata
Cuora aurocapitata is een schildpad uit de familie Geoemydidae. De soort werd voor het eerst wetenschappelijk beschreven door Bi-tao Luo en Yu Zong in 1988. Oorspronkelijk werd de wetenschappelijke naam Cuora pani aurocapitata gebruikt. 

## Beschrijving
De schildlengte is tot ongeveer 15 centimeter, het schild is laag en ovaal van vorm. De schildkleur is bruin, poten en kop zijn lichter tot geel gekleurd. Zowel de kop als de staart hebben donkerbruine strepen, de schubben op de voorzijde van de voorpoten zijn duidelijk vergroot, de schubben op de achterpoten zijn kleiner. De iris is groengeel van kleur.

## Algemeen
Cuora aurocapitata is endemisch in China. De habitat bestaat uit zoetwater. De mannetjes zijn kleiner dan de vrouwtjes maar zijn agressief tijdens de paartijd. Het paargedrag in gevangenschap is beschreven door De Bruin en Zwartepoorte, die concludeerden dat paargedrag het gehele jaar voorkomt. Het mannetje bijt het vrouwtje in haar nek, kop en schild, zodat ze haar nek en kop terugtrekt en haar cloaca beter toegankelijk is. Mannetjes, en soms ook de vrouwtjes, zijn agressief tegen andere schildpadden.
De eitjes worden in augustus afgezet, ze zijn ovaal, hebben een harde schaal en hebben een afmeting van 39-42 bij 21-24 millimeter. Als de juvenielen na ongeveer twee maanden uitkomen zijn ze zo'n 31 tot 34 mm lang.